# Deutschgeorgenthal
Deutschgeorgenthal ist ein Ortsteil von Neuhausen/Erzgeb. im Erzgebirge.

## Lage
Der Ortsteil, der bis 1994 zur Gemeinde Cämmerswalde gehörte, liegt im Übergangsgebiet von Westerzgebirge zu Osterzgebirge an der böhmischen Grenze, die durch die Flöha an der Einmündung des Rauschenbaches markiert wird.
Mit der tschechischen Nachbargemeinde Český Jiřetín (Georgendorf) verbindet Deutschgeorgenthal ein alter Grenzübergang nach Böhmen, heute zu Tschechien. Durch Deutschgeorgenthal verläuft der Bergwanderweg Eisenach–Budapest EB und durch Český Jiřetín der Europäische Fernwanderweg E3 vom Schwarzen Meer nach Spanien.
Westlich des Ortes wird die Flöha in der Talsperre Rauschenbach gestaut. Nachbarorte sind südwestlich Neuwernsdorf und nordwestlich Cämmerswalde.

## Geschichte
Georgenthal wurde 1592 von dem böhmischen Adelsherrn Georg Popel von Lobkowicz gegründet und nach seinem Vornamen benannt. Oberhalb von Deutschgeorgenthal verläuft der während der Jahre 1624 bis 1629 angelegte Floßgraben, auch Neugrabenflöße. Durch diesen wurde Holz aus den böhmischen Wäldern in das Freiberger Bergrevier geflößt. 1895 wurde in Deutschgeorgenthal ein königlich-sächsisches Zollamt erbaut, bis 1938 mussten hier die Waren verzollt werden.
Im Herbst 1938 nutzte die Wehrmacht den Grenzübergang, um das Sudetenland zu besetzen. 1945 wurde der Übergang geschlossen. Am 21. August 1968 fuhren sowjetische Panzer und Lkw über den Grenzübergang, um den Prager Frühling niederzuschlagen. 1995 wurde der Übergang für Fußgänger wiedereröffnet. Seit 2008 ist der Übergang auch für Pkw geöffnet, die Brücke über die Flöha wurde 2012 neu gebaut und ist bis 3,5 to zugelassen.